# Crepidium samoense
Crepidium samoense là một loài thực vật có hoa trong họ Lan. Loài này được (Schltr.) Marg. mô tả khoa học đầu tiên năm 2002.